# Спящая красавица (мюзикл)
«Спящая красавица» — мюзикл в стиле фэнтези по произведениям Василия Жуковского. Музыка и либретто — Вадим Тур. Премьера мюзикла состоялась 25 октября 2017 года в Хабаровском краевом музыкальном театре. Имеет несколько вариаций в разных театрах Российской Федерации.

## История создания
Идея постановки мюзикла принадлежит композитору Вадиму Туру. Основу для либретто составили сказка «Спящая царевна» и стихотворения Василия Жуковского. В музыке присутствуют элементы различных стилей и направлений: джаз, рок-музыка, хип-хоп. Также, в некоторых сценах мюзикла использованы материалы старинных аутентичных фольклорных песен и обрядов.

## Сюжет
Сюжет мюзикла основан на сказке «Спящая царевна» Василия Жуковского. Но в отличие от первоисточника, часть действия перенесена в наше время. Герой, наш современник — байкер, очарованный легендой о спящей красавице, проникает из реального мира в параллельный мир фэнтези, где преодолевает проклятье ведьмы и обретает свою любовь.
Действие мюзикла происходит в древние времена в сказочном государстве царя Матвея и в наше время. Ведьма, разгневанная на царя, насылает смертельное проклятье на новорожденную Царевну. Добрая чародейка, вступившая в магическую дуэль с ведьмой, смягчает проклятие и предрекает не смерть, а волшебный сон, который продлится триста лет. В день своего пятнадцатилетия Царевне является образ таинственного Суженого — вестник ее любви, но уколовшись о веретено она, а вместе с ней и весь царский двор засыпают. Неприступный бор окружает дворец, грозный Дракон охраняет подступы к нему.
Проходит триста лет. Группа байкеров, путешествуя по старой заброшенной дороге, оказывается у загадочного бора — дальше пути нет. Байкеры решают возвращаться назад, но один из них, завороженный красотой необычного места, остается. Ему встречается старик, рассказывающий легенду о Спящей красавице, ждущей уже триста лет своего спасителя. Окрыленный рассказом старика Байкер устремляется в чащу навстречу своей мечте. И он попадает в сказочный параллельный мир, где одолевает преграды, выстроенные магией ведьмы, побеждает дракона и пробуждает Царевну от волшебного сна. В финале мюзикла объявляется о свадьбе Царевны и Байкера. Любовь победила силы зла!

## Персонажи
- Царевна — сопрано
- Байкер — тенор
- Царь Матвей — баритон
- Царица — меццо-сопрано
- Баян (певец-сказитель, рэпер) — баритон
- Добрая чародейка — сопрано
- Ведьма (Пряха) — меццо-сопрано
- Старик — баритон
- Рак — тенор

Глашатаи, скоморохи, стражники, дворовые, придворные музыканты, парни и девушки, байкеры.

## Музыкальные партии
Акт I
- «Увертюра» — Оркестр
- «Пролог»
- «Царский дворец»
- «Скоморохи» — Оркестр
- «Пир»
- «Указ Царя»
- «Праздник Ивана Купала»
- «Проклятье ведьмы»
- «Волшебный сон»

Акт II
- «Байкеры» — Оркестр
- «Романтик»
- «Байкер и старик»
- «Путь к мечте»
- «Спящая Царевна»
- «Любовь мне жизнь»
- «Финал»

### Саундтрек
Выход оригинального саундтрека мюзикла на цифровых музыкальных платформах состоялся 25 июля 2025 года. В записи альбома приняли участие эстрадные исполнители и артисты музыкальных театров.

## Постановки
Хабаровский краевой музыкальный театр (2017)

Саратовский областной театр оперетты (2017)
Северский музыкальный театр (2019)